# 8e étape du Tour d'Espagne 1999

La 8e étape du Tour d'Espagne 1999 s'est déroulée le 12 septembre entre León et l'Alto del Angliru.

## Récit
Cette première arrivée au sommet, au célèbre Alto del Angliru et ses forts pourcentages, voit la victoire du grimpeur espagnol José María Jiménez. Pavel Tonkov, parti dès les premiers hectomètres de l'ascension, ne peut résister au retour de Jiménez et doit se contenter de la deuxième place. Lâché par Jimenez à 4 kilomètres du sommet, Roberto Heras a fini 3e à 1 minute et 1 seconde. 
Abraham Olano conforte sa position en tête du classement général en reprenant 1 minute et 2 secondes à son dauphin Jan Ullrich.
Fernando Escartin, victime d'une chute dans la descente de la Cobertoria, a dû abandonner

## Classement de l'étape
|    | Coureur                   | Pays      | Équipe            |    | Temps          |
| -- | ------------------------- | --------- | ----------------- | -- | -------------- |
| 1  | José María Jiménez        | Espagne   | Banesto           | en | 4 h 52 min 4 s |
| 2  | Pavel Tonkov              | Russie    | Mapei             | +  | 0 s            |
| 3  | Roberto Heras             | Espagne   | Kelme             |    | 1 min 01 s     |
| 4  | Manuel Beltrán            | Espagne   | Banesto           |    | 1 min 14 s     |
| 5  | Abraham Olano             | Espagne   | ONCE              |    | 1 min 44 s     |
| 6  | Leonardo Piepoli          | Italie    | Banesto           |    | 2 min 04 s     |
| 7  | Jan Ullrich               | Allemagne | Deutsche Telekom  |    | 2 min 46 s     |
| 8  | José Luis Rubiera         | Espagne   | Kelme             |    | m.t            |
| 9  | Davide Rebellin           | Italie    | Polti             |    | 3 min 01 s     |
| 10 | Igor González de Galdeano | Espagne   | Vitalicio Seguros |    | 3 min 09 s     |

## Classement général
|   | Coureur       | Pays      | Équipe           |    | Temps      |
| - | ------------- | --------- | ---------------- | -- | ---------- |
| 1 | Abraham Olano | Espagne   | ONCE             | en |            |
| 2 | Jan Ullrich   | Allemagne | Deutsche Telekom | +  | 2 min 08 s |
| 3 | Pavel Tonkov  | Russie    | Mapei            |    | 2 min 58 s |